# 札幌市立石山緑小学校
札幌市立石山緑小学校（さっぽろしりつ いしやまみどりしょうがっこう）は、北海道札幌市南区にある公立小学校。
「札幌市立小中学校の学校規模の適正化に関する地域選定の第2次プラン」で、学校の小規模化が進んでいる石山・芸術の森地域の4小学校（石山小・常盤小・石山南小・石山東小）を学校規模適正化の対象校に選定され、その内の石山・石山南の両小学校を統合して開校した。校舎は、石山小学校の施設を使用する。

## 沿革
- 2019年（平成31年・令和元年）
  - 3月26日 - 開校式挙行[2]。
  - 4月1日 - 開校。
  - 4月8日 - 着任式・始業式・第1回入学式挙行[3]。
  - 6月15日 - 第1回運動会開催[4]。
- 2020年（令和2年）
  - 3月23日 - 第1回卒業証書授与式挙行[4]。
  - 3月25日 - 最初の修了式と離任式挙行[4]。

## 学区
- 石山1条（1丁目1番～11番・2丁目～9丁目）
- 石山2条（2丁目～8丁目・9丁目1番～6番・9丁目7番1号～44号・9丁目7番92号～98号）
- 石山3条（5丁目～8丁目）
- 石山4条（6丁目）
- 石山（一部）[5]

## 周辺
- 国道230号
- 豊平川
- 穴の川
- 札幌市消防局南消防署石山分署
- ローソン札幌石山1条四丁目店
- セブンイレブン札幌石山2条店
- 真龍寺
- 善住寺

## アクセス
- じょうてつバス 「快8」・「12」の各系統で、「石山緑小学校」バス停下車。
- 札幌市営地下鉄南北線真駒内駅から、上述の「12」系統で、「石山緑小学校」バス停下車。
- JR北海道札幌駅・札幌市営地下鉄さっぽろ駅から、上述の「快8」系統で、「石山緑小学校」バス停下車。
- 定山渓から、上述の路線バスで、「石山緑小学校」バス停下車。